# 11737 Gregneat
11737 Gregneat este o planetă minoră (asteroid) din centura de asteroizi. A fost descoperită pe 17 august 1998 la Magdalena Ridge Observatory⁠(d) de Lincoln Near-Earth Asteroid Research. 
Obiectul prezintă o orbită caracterizată de o semiaxă mare de 2,4295227 UAi, o excentricitate de 0,03, o înclinație de 3,87812 ° în raport cu ecliptica.